# Glicilpeptid N-tetradekanoiltransferaza
Glicilpeptid -tetradekanoiltransferaza (EC 2.3.1.97, peptid N-miristoiltransferaza, miristoil-KoA-protein -miristoiltransferaza, miristoil-koenzim A:protein -miristoil transferaza, miristoilacioni enzim, protein -miristoiltransferaza) je enzim sa sistematskim imenom tetradekanoil-KoA:glicilpeptid -tetradekanoiltransferaza. Ovaj enzim katalizuje sledeću hemijsku reakciju
tetradekanoil-KoA + glicilpeptid {\displaystyle \rightleftharpoons } KoA + N-tetradekanoilglicilpeptid
Enzim iz kvasca je veoma specifičan za tetradekanoil-KoA, za N-terminalni glicin u oligopeptidima koji sadrže serin u 5-pozicija. Enzim iz srca sisara prenosi grupe na specifične 51 kDa akceptorske proteine.

## Literatura
- Nicholas C. Price; Lewis Stevens (1999). Fundamentals of Enzymology: The Cell and Molecular Biology of Catalytic Proteins (Third изд.). USA: Oxford University Press. ISBN 019850229X.
- Eric J. Toone (2006). Advances in Enzymology and Related Areas of Molecular Biology, Protein Evolution (Volume 75 изд.). Wiley-Interscience. ISBN 0471205036.
- Branden C; Tooze J. Introduction to Protein Structure. New York, NY: Garland Publishing. ISBN 0-8153-2305-0.
- Irwin H. Segel. Enzyme Kinetics: Behavior and Analysis of Rapid Equilibrium and Steady-State Enzyme Systems (Book 44 изд.). Wiley Classics Library. ISBN 0471303097.

## Spoljašnje veze
- Glycylpeptide+N-tetradecanoyltransferase на 